# Großsteingrab Skåningegårdene 1
Das Großsteingrab Skåningegårdene 1 ist eine megalithische Grabanlage der jungsteinzeitlichen Nordgruppe der Trichterbecherkultur im Kirchspiel Draaby in der dänischen Kommune Frederikssund.

## Lage
Das Grab befindet sich in Skåningegårde in einem kleinen baumbestandenen Areal zwischen dem Haus Lille Bautahøjvej 22 und dem Strand. In der näheren Umgebung gibt bzw. gab es zahlreiche weitere megalithische Grabanlagen.

## Forschungsgeschichte
In den Jahren 1873 und 1942 führten Mitarbeiter des Dänischen Nationalmuseums Dokumentationen der Fundstelle durch. 2004 wurde der Denkmalschutz des Grabes aufgehoben.

## Beschreibung
Die Anlage besitzt eine runde Hügelschüttung mit einem Durchmesser von 7 m und einer Höhe von 0,5 m. Von der Umfassung sind sieben Steine erhalten.
In der Mitte des Hügels befindet sich eine Grabkammer, die wohl als Urdolmen anzusprechen ist. Sie ist nordost-südwestlich orientiert und hat einen rechteckigen Grundriss. Sie hat eine Länge von 0,9 m, eine Breite zwischen 0,7 m und 0,8 m sowie eine Höhe von 0,8 m. Die Kammer besteht aus vier gleich hohen Wandsteinen. Der Deckstein fehlt.